# 아넬리스 퇴뢰시
아넬리스 퇴뢰시(Annelies Törös, 1995년 3월 6일 ~ )는 벨기에의 모델이다. 헝가리 혈통을 갖고 있다. 2015년 미스 벨기에 우승자이며 미스 유니버스 2015에서 벨기에 대표로 참가했다.